# Dioscorea laurifolia
Dioscorea laurifolia là một loài thực vật có hoa trong họ Dioscoreaceae. Loài này được Wall. ex Hook.f. mô tả khoa học đầu tiên năm 1892.